# Tekamah
Tekamah ist eine Kleinstadt (City) im Burt County im Bundesstaat Nebraska der Vereinigten Staaten. Die Stadt liegt ca. 60 Kilometer nordwestlich von Omaha und hatte bei der letzten Volkszählung im Jahr 2010 insgesamt 1736 Einwohner. Tekamah ist Verwaltungssitz (County Seat) des Burt County.

## Geschichte
Die Stadt Tekamah wurde im Oktober 1854 von Benjamin R. Folsom und acht weiteren Männern gegründet, die von Omaha aus eine Siedlung in „lebenswertem Gebiet“ gründen sollten. Am 14. März 1855 wurde die Siedlung als City inkorporiert. Der Name Tekamah wurde unter verschiedenen Vorschlägen durch Auslosung gewählt. Er stammt vermutlich aus der Sprache der Omaha und bedeutet „große Pappel“. Zur Namensherkunft gibt es weitere, unwahrscheinlichere Theorien, denen nach der Ortsname „blutiges Schlachtfeld“ bedeutet.
Kurz nach der Gründung wurde mit dem Aufbau der Stadt begonnen. Ebenfalls 1855 erhielt Tekamah ein Courthouse in Holzbauweise, zu dieser Zeit gab es außerdem bereits mehrere Geschäfte, ein Hotel und eine Stelle des United States Postal Service in der Stadt. 1855 ereignete sich in Tekamah sowohl die erste Geburt als auch der erste Todesfall. Im Jahr 1856 wurde in der Stadt eine regionale Tageszeitung eingeführt, ein Jahr später wurde die erste Schule eröffnet. Ab den 1870er-Jahren erlebte Tekamah ein starkes Wachstum. Die Gründung weiterer Unternehmen führte zu einem Bevölkerungsanstieg der überwiegend durch Landwirtschaft geprägten Stadt. Im Jahr 1870 wurde in Tekamah die erste Kirche, die Presbyterian First Church, errichtet, bis 1873 folgten weitere Kirchen, ein neues Schulgebäude und mehrere Banken.
Im Jahr 1876 wurde die Strecke der Chicago & North Western Railroad nach Tekamah verlängert und am 30. August 1876 in Betrieb genommen. 1884 erhielt die Stadt ein Theater, in dem sich ein großer Teil des gesellschaftlichen Lebens in Tekamah abspielte. Das Theater wurde am 1. Juni 1904 durch einen Tornado zerstört und danach nicht wieder aufgebaut. 1886 wurden eine Mühle und eine Konservenfabrik errichtet, letztere wurde zwei Jahre später wieder geschlossen. Beim United States Census 1940 erreichte Tekamah mit einer Einwohnerzahl von 1925 ihren bisherigen Höchststand, danach blieb die Einwohnerzahl weitgehend konstant.

## Bevölkerung

### Census 2010
Bei der Volkszählung 2010 lebten in Tekamah 1736 Einwohner, verteilt auf 715 Haushalte und 478 Familien. Von den Einwohnern waren 96,8 % Weiße, 0,5 % Afroamerikaner, 1,1 % amerikanische Ureinwohner, 0,2 % Asiaten und 1,5 % der Einwohner waren mehrerer Abstammungen. 1,8 % der Einwohner waren Hispanics oder Latinos. Altersmäßig waren 24,5 % der Einwohner unter 18 Jahren alt, 5,8 % waren zwischen 18 und 24, 20,9 % zwischen 25 und 44, 25,8 % zwischen 45 und 64 und 22,9 % waren älter als 65 Jahre. Das Medianalter betrug 44,1 Jahre. In 27,4 % der Haushalte lebten Kinder unter 18 Jahren und in 16,8 % der Haushalte lebten Personen über 65. 47,2 % der Einwohner waren männlich und 52,8 % weiblich.

### Census 2000
Bei der Volkszählung im Jahr 2000 hatte Tekamah 1892 Einwohner, verteilt auf 778 Haushalte und 522 Familien. 99,05 % der Einwohner waren Weiße, 0,11 % Afroamerikaner, 0,48 % amerikanische Ureinwohner, 0,05 % Asiaten und 0,32 % waren mehrerer Abstammungen. Hispanics oder Lations machten 0,79 % der gesamten Bevölkerung aus.
Das durchschnittliche Einkommen pro Haushalt betrug in der Stadt zu diesem Zeitpunkt 35.708 US-Dollar, das durchschnittliche Einkommen einer Familie lag bei 41.688 US-Dollar. 7,8 % der Einwohner lebten unterhalb der Armutsgrenze, von diesen Einwohnern waren 10,8 % unter 18 und 10,0 % über 65 Jahre alt.

## Wirtschaft und Infrastruktur
Die Region um Tekamah ist insbesondere durch Landwirtschaft geprägt.
Die Stadt liegt am U.S. Highway 75, der Tekamah in Nord-Süd-Richtung durchquert und sie mit Omaha und Sioux City verbindet. Von Tekamah aus verläuft außerdem der Nebraska Highway 32 nach Westen. Südöstlich der Stadt liegt der Tekamah Municipal Airport. Der örtliche Schulbezirk verfügt über eine Grundschule (K-6) und eine Highschool (7–12), im Schuljahr 2019/20 sind in dem Schulbezirk 548 Schüler eingeschrieben.

## Sehenswürdigkeiten
In Tekamah sind insgesamt neun Gebäude als Denkmäler in das National Register of Historic Places (NRHP) aufgenommen.
- Das Edward W. and Rose Folsom Bryant House wurde um 1875 als Wohnhaus von Edward W. Bryant errichtet. Es wurde am 5. August 2004 in das NRHP aufgenommen
- Das Burt County Courthouse ist der Verwaltungssitz des Burt County und Sitz des Bezirksgerichts. Es wurde 1916 anstelle des ursprünglichen Burt County Courthouse im Stil der Beaux-Arts-Architektur errichtet. Das Gebäude wird seit dem 10. Januar 1990 im NRHP gelistet.
- Die Burt County State Bank wurde 1884 als erstes Bankgebäude der Stadt errichtet. Es ist ein zweigeschossiges Gebäude, im Erdgeschoss befindet sich die Bank, im Obergeschoss waren früher Anwaltskanzleien untergebracht. Die Burt County State Bank wurde am 4. März 2009 in das NRHP aufgenommen.
- Das E.C. Houston House ist ein zweigeschossiges Gebäude im Classical-Revival-Stil, das zwischen 1904 und 1905 als Wohnhaus gebaut wurde. Seit 1985 befindet sich in dem Haus das Burt County Museum. Es ist seit dem 13. März 1986 im NRHP aufgeführt.
- Das Spielman House wurde 1906 als Alterswohnsitz des Farmers H. S. M. Spielman errichtet und am 17. Juli 1986 in das NRHP aufgenommen.
- Das John Henry Stork Log House wurde 1865 als Blockhaus errichtet und gilt als das älteste erhaltene Gebäude von Tekamah. Es wurde am 29. Mai 1980 als erstes Gebäude der Stadt in das NRHP aufgenommen.
- Das Tekamah Auditorium wurde zwischen 1936 und 1938 erbaut und am 5. März 2018 in das NRHP aufgenommen.
- Das Gebäude der örtlichen Carnegie-Bibliothek wurde 1912 errichtet[1] und wird seit dem 15. März 2005 im NRHP gelistet.
- Die Tekamah City Bridge wurde 1934 im Zuge des Baus des U.S. Highway 75 als Brücke über den Tekamah Creek errichtet. Sie wurde am 29. Juni 1992 in das NRHP aufgenommen.

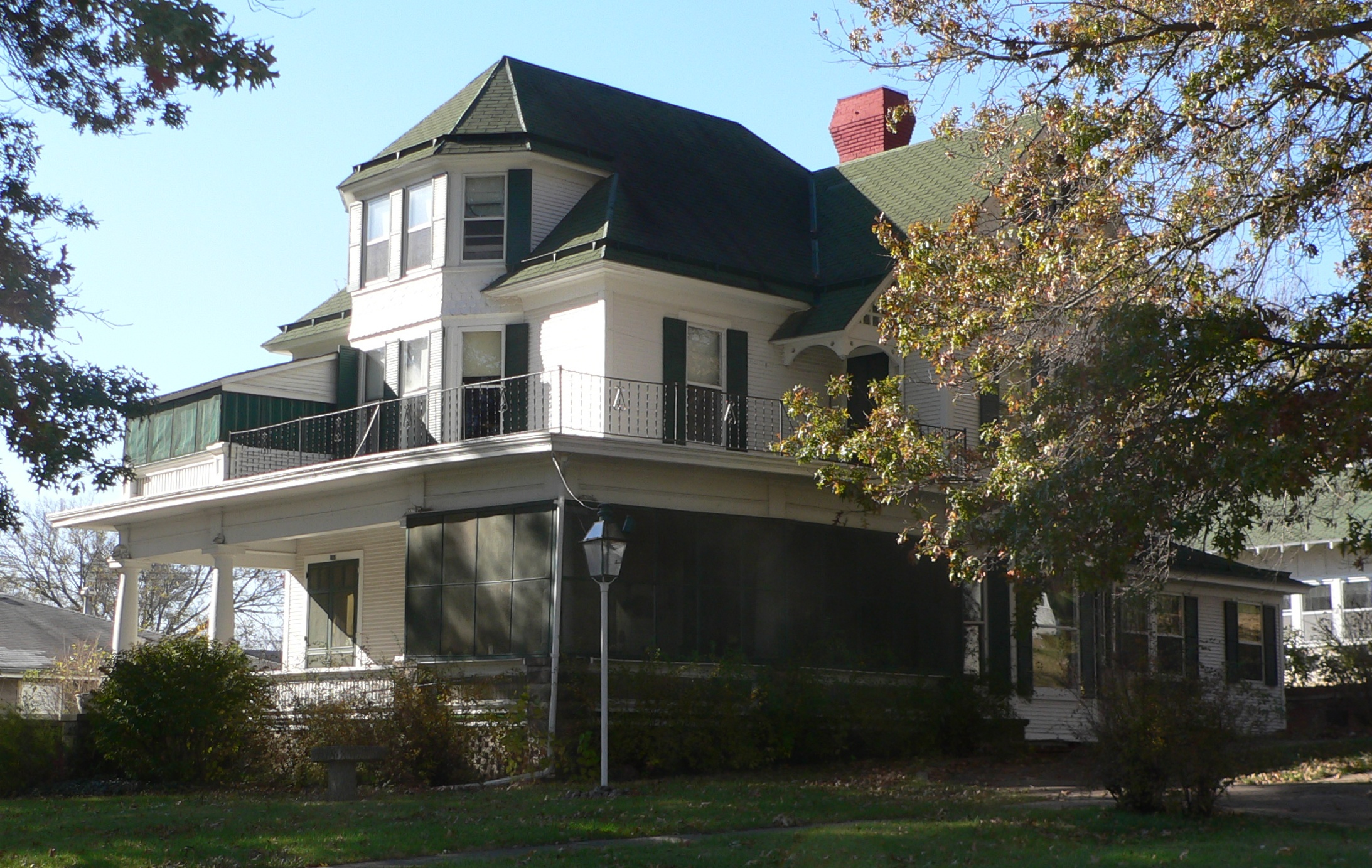
Bryant House
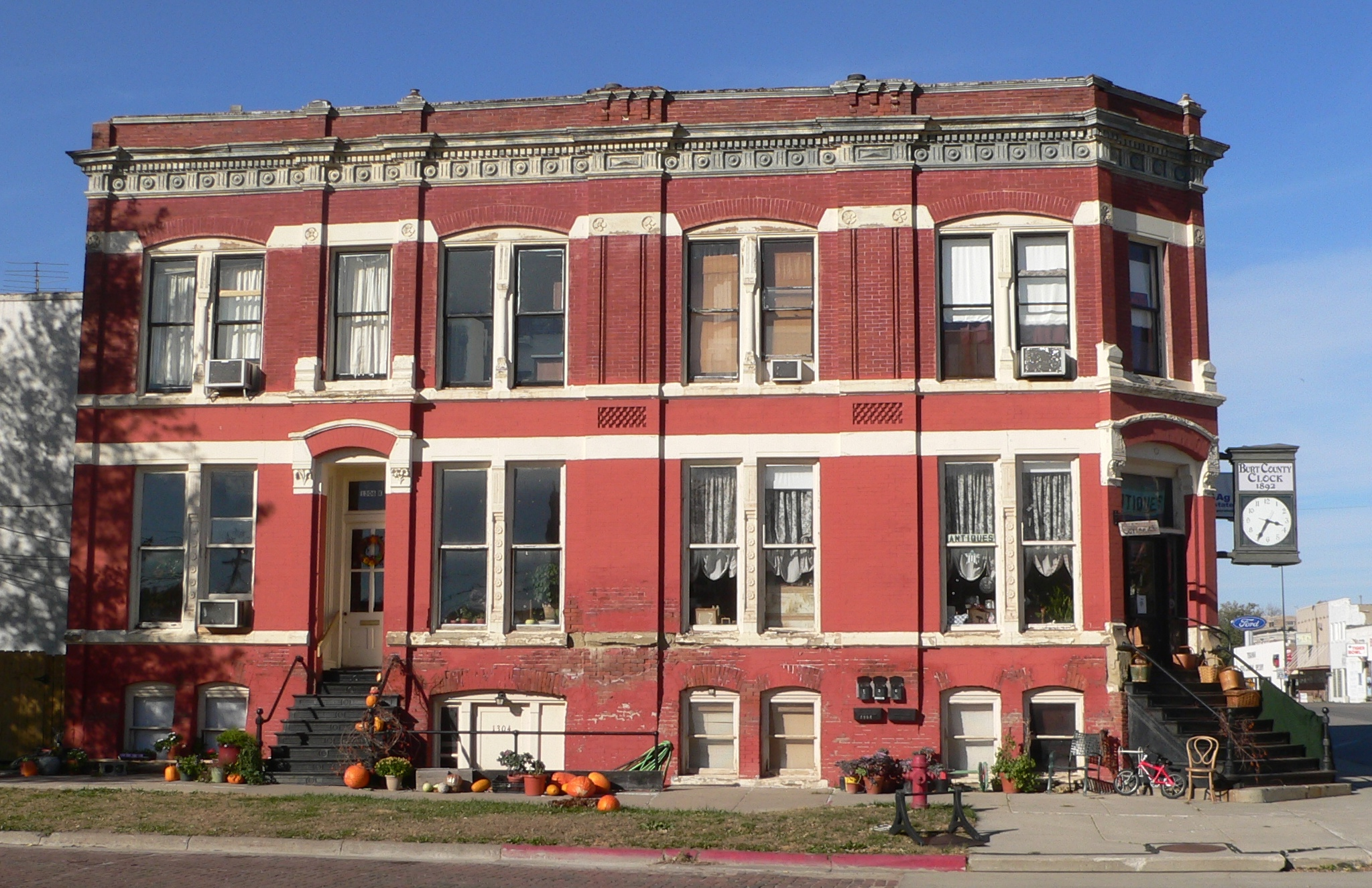
Burt County State Bank
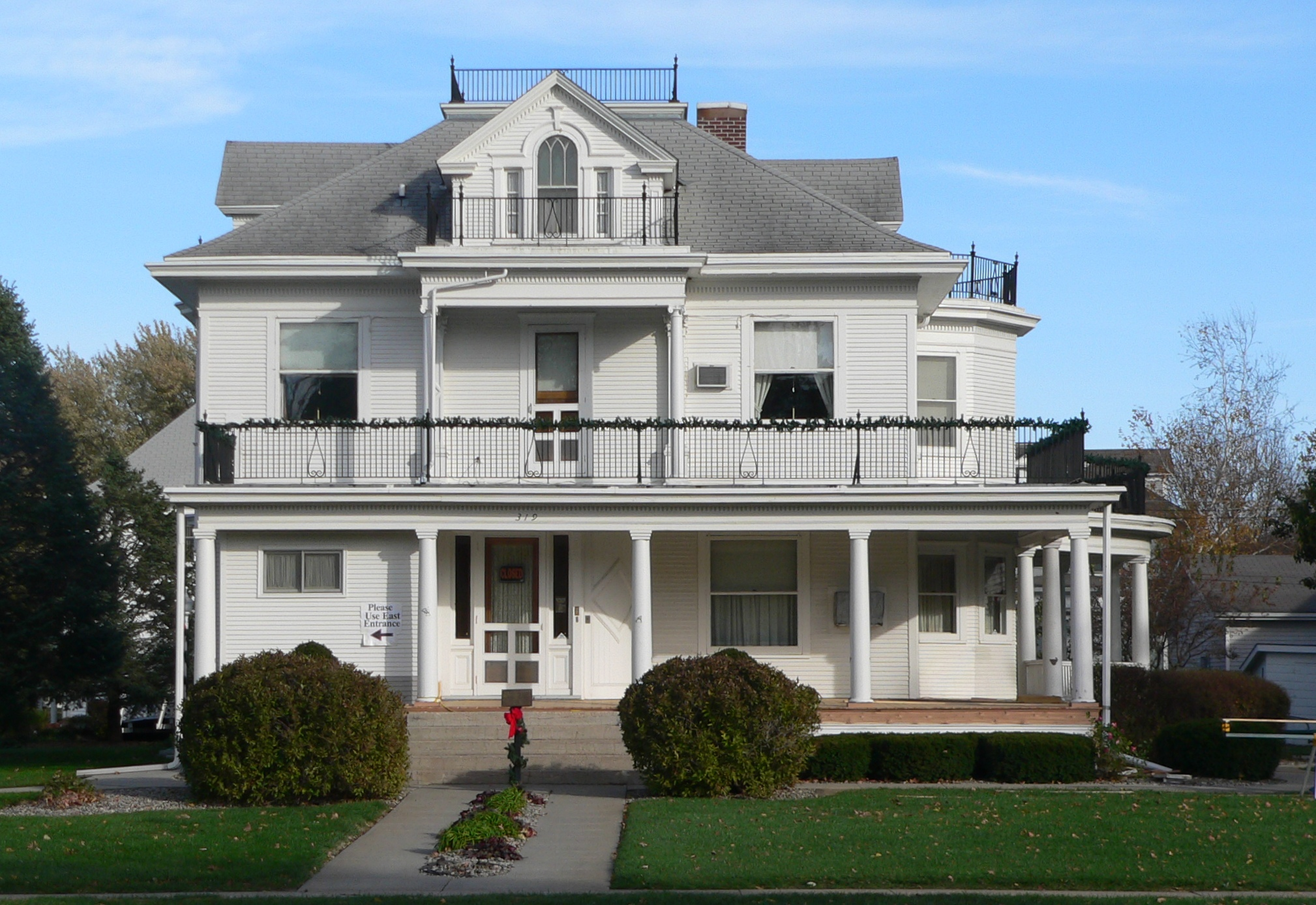
E.C. Houston House
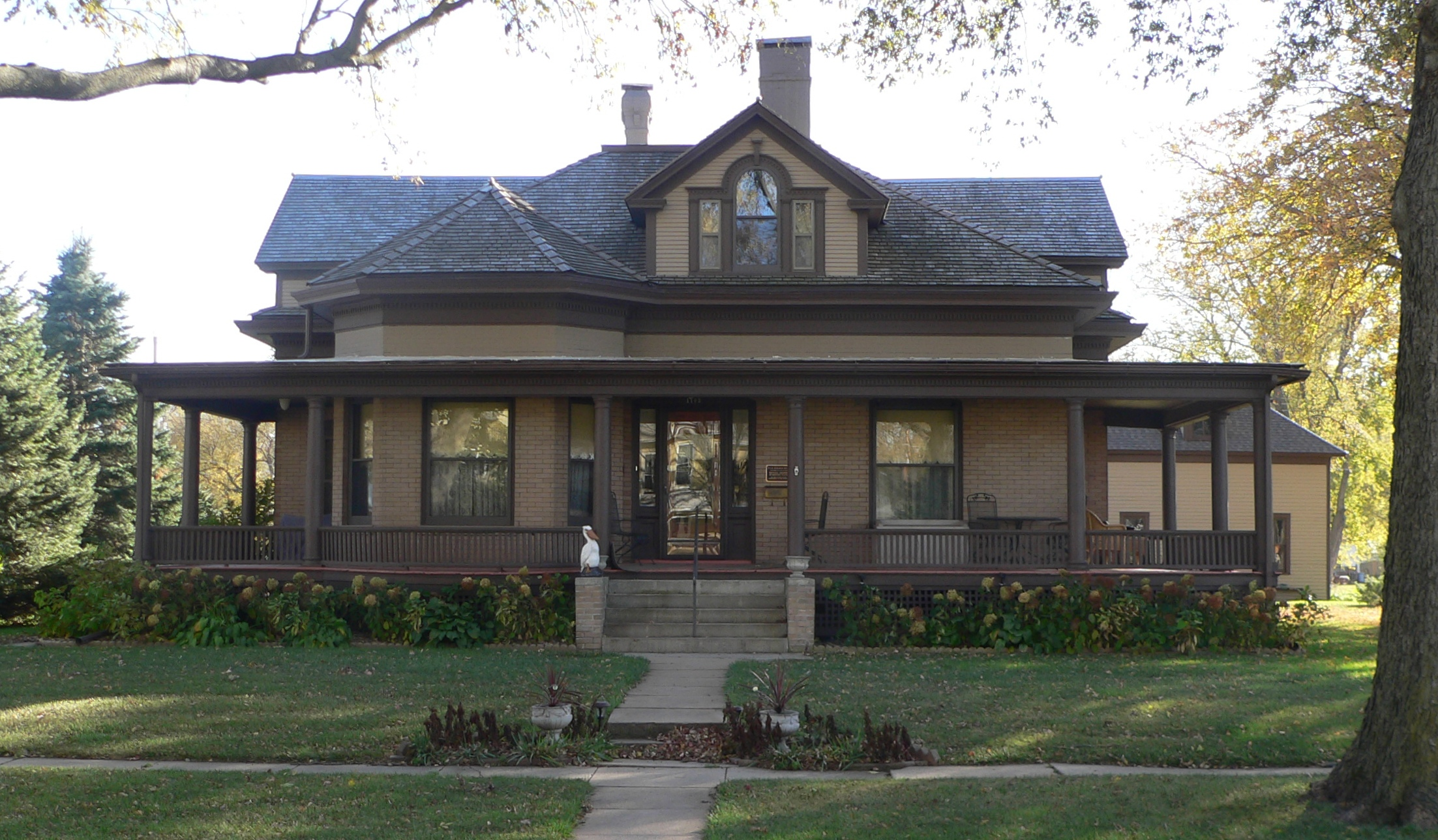
Spielman House
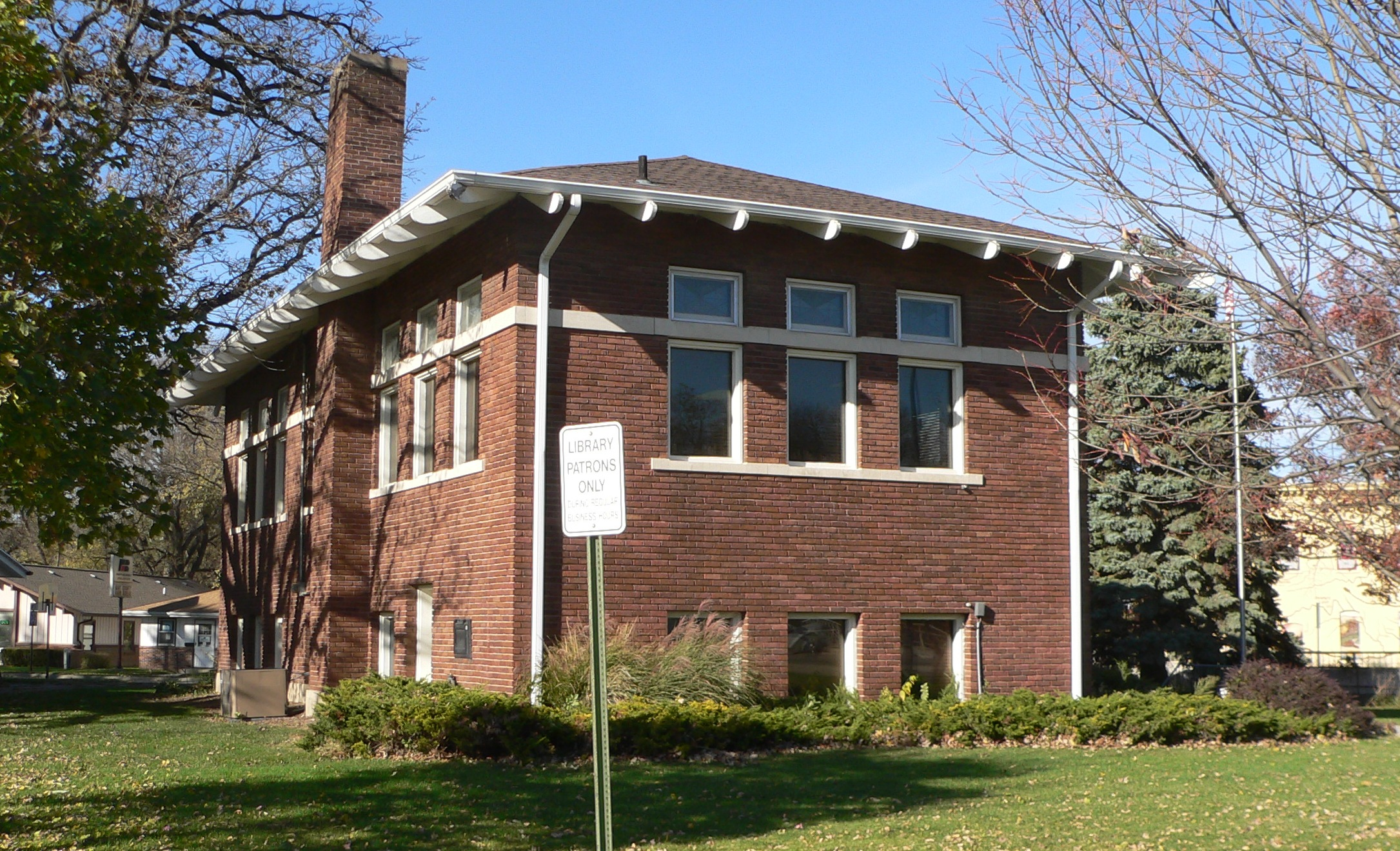
Tekamah Carnegie Library

## Persönlichkeiten

### Söhne des Ortes
- Hoot Gibson (1892–1962), Rodeoreiter und Filmschauspieler

### Personen, die vor Ort wirkten
- James P. Latta (1844–1911), Politiker, arbeitete als Lehrer in Tekamah
- Melville R. Hopewell (1845–1911), Politiker und Vizegouverneur von Nebraska, arbeitete als Anwalt in Tekamah
- Willis G. Sears (1860–1949), Politiker, arbeitete als Anwalt in Tekamah